# The Carmen Miranda Collection
The Carmen Miranda Collection é um box set com cinco principais títulos de filmes estrelados por Carmen Miranda. Foi lançado pela 20th Century Fox Home Entertainment em 17 de junho de 2008.
Faz parte da 20th Century Fox Marquee Musicals, que se refere a uma coleção de filmes lançados em DVD pela Twentieth Century-Fox.

## Sinopse
Conhecida como a Brazilian Bombshell, ou a Dama do Turbante Tutti-Frutti, Carmen Miranda é um fenômeno da cultura pop que todos conhecem. Esta coleção especial inclui cinco dos seus mais populares musicais: Sonhos de Estrela, Serenata Boêmia, Se Eu Fosse Feliz, Alegria, Rapazes!, e uma versão recém-remasterizada de Entre a Loura e a Morena de Busby Berkeley.

## Filmes
| Título do Filme (Original em inglês) | Elenco principal                                     | Diretor        | Ano de lançamento |
| ------------------------------------ | ---------------------------------------------------- | -------------- | ----------------- |
| The Gang's All Here                  | Alice Faye, Phil Baker, Benny Goodman                | Busby Berkeley | 1943              |
| Greenwich Village                    | Don Ameche, Vivian Blaine                            | Walter Lang    | 1944              |
| Something for the Boys               | Michael O'Shea, Vivian Blaine                        | Lewis Seiler   | 1944              |
| Doll Face                            | Vivian Blaine, Dennis O'Keefe                        | Lewis Seiler   | 1946              |
| If I'm Lucky                         | Vivian Blaine, Perry Como, Harry James, Phil Silvers | Lewis Seiler   | 1946              |

## Lançamento
Em 6 de maio de 2008, a Fox Home Entertainment anunciou o lançamento da "Coleção Carmen Miranda" como "uma forma de homenagem a mais colorida artista a habitar os musicais da Fox". A coletânea inclui uma versão recém-remasterizada de Entre a Loura e a Morena, dirigido por Busby Berkeley em 1943. O box foi lançado no mercado em 17 de junho de 2008.

## Recepção
O New York Times publicou um artigo em que diz “The Gang’s All Here parece com uma antiga máquina de fliper engenhosamente projetada: um triunfo da engenharia mecânica, e não da eletrônica”. E continua: a produção “foi a apoteose da carreira de Carmen Miranda na Fox, e os outros quatro filmes da caixa, seu declínio (Serenata Boêmia de Walter Lang, com Don Ameche e Vivian Blaine; e Alegria, Rapazes!, de Lewis Seiler – uma versão pouco reconhecível do musical de Cole Porter – têm lá o seu louvor, segundo o crítico; mas em Sonhos de Estrela e Se Eu Fosse Feliz, Carmen ficou apenas com papéis coadjuvantes. “No novo realismo que dominou o cinema do pós-guerra, quais histórias poderiam acomodar uma personagem totalmente irreal como a Mulher de Chapéu Tutti-Frutti?”, pergunta. 